# JPSS-1
JPSS-1 (auch NOAA-20) ist der erste Umweltsatellit der amerikanischen National Oceanic and Atmospheric Administration aus dem JPSS-Programm.

## Missionsverlauf
Er wurde am 18. November 2017 um 9:47 UTC mit einer Delta-2-Trägerrakete von der Vandenberg Air Force Base zusammen mit den fünf kleinen Technologie- und Erdbeobachtungssatelliten Eagle-Sat, MakerSat-0, RadFxSat-1, MiRaTA und Buccaneer Risk Mitigation Mission in eine polare Umlaufbahn gebracht. 57 Minuten und 30 Sekunden nach dem Abheben und nach insgesamt zwei Bahnmanövern setzte die zweite Stufe den Satelliten in der Umlaufbahn aus. 75 Minuten nach dem Start führte die zweite Stufe ein drittes Bahnmanöver durch, um die vorgesehene Bahn für die Kleinsatelliten zu erreichen. Diese wurden dann 81 Minuten und 40 Sekunden nach dem Start ausgesetzt. Nach seiner Indienststellung erhielt er die Bezeichnung NOAA-20, was ihn als Mitglied der Flotte von Wettersatelliten auf polaren sonnensynchronen Umlaufbahnen der National Oceanic and Admospheric Administration (NOAA) kennzeichnet. Der Start war eigentlich schon am 14. November 2017 vorgesehen, verzögerte sich jedoch durch Probleme mit der Trägerrakete.

## Technische Daten
Der dreiachsenstabilisierte Satellit ähnelt stark dem Satelliten Suomi NPP und ist mit fünf Hauptinstrumenten ausgerüstet und soll Klima- und Wetterdaten liefern. Die Hauptinstrumente sind CERES (Clouds and the Earth’s Radiant Energy System), mit dem das Strahlungsbudget der Erde ermittelt werden soll, die beiden Atmosphärenmessgeräte CrIS und ATMS, mit denen das Druck-, Temperatur- und Feuchtigkeitsprofil der Erdatmosphäre vermessen werden soll, und das OPMS (Ozone Mapping and Profiler Suite), der seinerseits aus zwei Hyperspektralkameras besteht, mit denen das Ozon-Niveau in der Troposphäre ermittelt wird, und das Visible/Infrared Imager Radiometer Suite (VIIRS), mit dem Bilder der Erde aufgenommen werden sollen. JPSS-1 wurde auf Basis des BCP-2000-Satellitenbusses der Ball Aerospace gebaut und besitzt eine geplante Lebensdauer von sieben Jahren. Eine Reihe von Industriepartnern waren am JPSS-Projekt beteiligt, wobei Ball Aerospace als Hauptauftragnehmer für JPSS-1 und Orbital ATK für den Bau des JPSS-2-Satelliten ausgewählt wurde. Die Instrumente, die auf beiden Raumfahrzeugen untergebracht sind, werden von Ball Aerospace, Raytheon, Exelis und Northrop Grumman gebaut. Die Verträge wurden 2012 abgeschlossen.

## Instrumente
Das an Bord installierte CERES-FM6 ist ein Dreikanal-Radiometer (0,3–5 µm, 8–12 µm und 0,3 bis > 50 µm) zur Bestimmung der Albedo und des Gesamtenergiehaushaltes der Erde. Es wurde von Northrop Grumman entwickelt und besitzt eine Auflösung von 20 km. Das von Raytheon gelieferte VIIRS (Visible/Infrared Imager Radiometer Suite) ist ein im sichtbaren und infraroten Bereich arbeitendes 22-Kanal-Radiometer (412 nm bis 12 µm), das Bilder der Erde mit einer Auflösung von 400 m und einer Schwadbreite von maximal 3000 km liefert. CrIS (Cross-track Infrared Sounder) ist ein Michelson-Interferometer zur Messung der Temperatur und Feuchtigkeitskonzentration der Erdatmosphäre. Es liefert Daten in 1305 Spektralkanälen im Bereich von 3,92 µm bis 15,38 µm (159 im Infrarotbereich von 3,92 bis 4,64 µm; 433 im mittleren Infrarotbereich von 5,71 bis 8,26 µm und 713 Kanäle im langwelligen Infrarotbereich von 9,14 bis 15,38 µm mit spektralen Auflösungen von 9, 6 und 4,5 Nanometern) in einem Bereich von jeweils 14 km mit einer Höhenauflösung von 1 km und einer abtastbaren Breite von 2200 km. Das von Northrop Grumman gelieferte ATMS (Advanced Technology Microwave Sounder) ist ein im Mikrowellen-Bereich (23 bis 183 GHz) arbeitendes, passives 22-Kanal-Radiometer zur Messung von Temperatur- und Feuchtigkeitsprofilen der Erdatmosphäre mit einer Auflösung zwischen 5,8 und 74,8 km und einer Schwadbreite von etwa 2600 km. OMPS (Ozone Mapping and Profiler Suite) ist ein Messgerät zur Bestimmung der Ozonkonzentration, das von Ball Aerospace gebaut wurde. Es besteht aus zwei Spektrometern: Eines erfasst einen Bogen mit 2800 km Breite entlange der Flugrichtung im Spektralbereich von 300 bis 380 nm mit einer spektralen Auflösung von 0,45 nm und einer örtlichen Auflösung von 50 km. Das andere Spektrometer liefert Daten im Spektralbereich von 250 bis 310 nm direkt unterhalb von JPSS-1 aus einem Bereich von jeweils 250 × 250 km. Es hat damit eine weitaus geringere Auflösung, besitzt jedoch eine höhere Lichtempfindlichkeit.